# Salangichthys
Salangichthys is een geslacht van straalvinnige vissen uit de familie van ijsvissen (Salangidae).

## Soorten
- Salangichthys microdon (Bleeker, 1860)